# San Lucas, Escuintla
San Lucas är en ort i Mexiko.   Den ligger i kommunen Escuintla och delstaten Chiapas, i den sydöstra delen av landet, 800 km sydost om huvudstaden Mexico City. San Lucas ligger 876 meter över havet och antalet invånare är 119.
Terrängen runt San Lucas är kuperad västerut, men österut är den bergig. Runt San Lucas är det ganska tätbefolkat, med 111 invånare per kvadratkilometer. Närmaste större samhälle är Huixtla, 17,1 km söder om San Lucas. I omgivningarna runt San Lucas växer i huvudsak städsegrön lövskog.